# Класифікатор підоб'єктів
У теорії категорій, класифікатор підоб'єктів — спеціальний об'єкт Ω категорії; інтуїтивно, підоб'єкти X відповідають морфізму з X в Ω. Спосіб, у який він «класифікує» об'єкти, можна описати як присвоєння деяким елементам X значення «істина».

## Вступний приклад
У категорії множин класифікатором підоб'єктів є множина Ω = {0,1}: кожній підмножині A довільної множини S можна зіставити її характеристичну функцію — функцію з S в Ω, що набуває значення 1 на підмножині A і 0 на її доповненні, і навпаки, будь-яка функція з S в Ω є характеристичною функцією деякої підмножини. Якщо χA — деяка характеристична функція на множині S, така діаграма є декартовим квадратом:
Тут true: {0} → {0, 1} — відображення, що переводить 0 в 1.

## Визначення
У загальному випадку можна розглянути довільну категорію C, що має термінальний об'єкт, який ми позначатимемо 1. Об'єкт Ω категорії C — класифікатор підоб'єктів C, якщо існує морфізм
1 → Ω
з такою властивістю:
для будь-якого мономорфізму j: U → X існує єдиний морфізм j: X → Ω, такий що квадрат
: є декартовим, тобто U — границя діаграми.
Морфізм j називають класифікувальним морфізмом для підоб'єкта, поданого мономорфізмом j.